# Route 38 (Alberta)
La Route 38 est une route de 25 km (16 mi) dans le centre de l'Alberta. Elle relie la route 28 à Redwater à la route 45 au nord de Bruderheim,.

## Intersections majeures
| Municipalité rurale / spécialisée            | Ville    | km    | Destinations                                         | Notes                                                |
| -------------------------------------------- | -------- | ----- | ---------------------------------------------------- | ---------------------------------------------------- |
| Comté de Sturgeon                            | Redwater | 0,00  | AB-28 – Edmonton, Fort McMurray, Cold Lake           |                                                      |
| Comté de Sturgeon                            | Redwater | 4,30  | AB-644 est (48 Avenue) / 44 Street – Radway          | Terminus ouest de l'AB-644                           |
| Comté de Sturgeon                            |          | 10,80 | AB-643 ouest – Gibbons                               | Terminus est de l'AB-643                             |
| Limite Comté de Sturgeon–Comté de Strathcona |          | 19,10 | Pont Vinca au-dessus de la rivière Saskatchewan Nord | Pont Vinca au-dessus de la rivière Saskatchewan Nord |
| Comté de Strathcona                          |          | 19,40 | AB-830 sud – Josephburg                              | Terminus nord de l'AB-830                            |
| Comté de Lamont                              |          | 25,90 | AB-45 – Two Hills, Bruderheim                        | L'AB-38 est devient l'AB-45 nord                     |
| - Transition de route                        |          |       |                                                      |                                                      |